# ガーディアンズ・オブ・ギャラクシー (映画)
『ガーディアンズ・オブ・ギャラクシー』（原題: Guardians of the Galaxy）は、2014年のアメリカ合衆国のスーパーヒーロー映画。マーベル・スタジオ製作、ウォルト・ディズニー・スタジオ・モーション・ピクチャーズ配給。略称表記は『GotG』。
「マーベル・コミック」のアメリカン・コミック『ガーディアンズ・オブ・ザ・ギャラクシー』の実写映画化作品。また、様々な「マーベル・コミック」の実写映画を、同一の世界観のクロスオーバー作品として扱う『マーベル・シネマティック・ユニバース』（MCU）としては第10作品目の映画である。

## 概要
監督はジェームズ・ガンが務め、脚本はガン、ニコール・パールマン、クリス・マッコイらが執筆する。出演はクリス・プラット、デビッド・バウティスタ、ゾーイ・サルダナ、マイケル・ルーカー、リー・ペイス、オフィリア・ラヴィボンド、グレン・クローズ、カレン・ギラン、ベニチオ・デル・トロ、ブラッドリー・クーパー、ヴィン・ディーゼルらである。
プロデューサーのケヴィン・ファイギは2010年に『ガーディアンズ・オブ・ザ・ギャラクシー』の映画化の可能性があることを初めて明かし、2012年7月にコミコン・インターナショナルで企画が進行中であることがマーベル・スタジオにより正式に発表された。同年9月にはガンが監督に決まった。2013年2月にプラットが主人公のスター・ロード役に決定し、翌月からは他の役も続々と決定した。撮影は2013年7月にロンドンのシェパートン・スタジオで始まり、同年10月に完了した。ポストプロダクションは2014年7月7日に完了した。
2014年7月21日にハリウッドでプレミア上映された後、8月1日より3D及びIMAX 3Dを含む劇場で封切られた。映画は批評家に高評価され、また興行収入は全世界で7億ドルを超えた。2017年5月5日には続編の公開が予定されている。日本では9月13日と約二か月遅れでの公開となり、キャッチコピーは「宇宙よ。これがヒーローか。」となっている。
エンドロール中の追加シーンでは、1986年に実写映画化もされた、同じくマーベル・コミックのアメリカン・コミック『ハワード・ザ・ダック』の主人公であるハワードがカメオ出演している。
2016年10月、イギリスの保険比較サイトGo Compareにより発表された、1940年代以降の映画で描かれる殺人集計数によると、本作での画面上で登場した死者の数は8万3871人であり、歴代1位であるという（クライマックスの空中戦で約8万人のパイロットが死亡）。この結果に対して監督のジェームズ・ガンもTwitterで驚きのコメントをしている。

## ストーリー
1988年、母親を亡くしたばかりの幼いピーター・クイルはヨンドゥ・ウドンタ率いる宇宙海賊ラヴェジャーズによって地球から拉致される。それから26年後の2014年､惑星モラグで成長したクイルがオーブを盗み出そうとしたところ、同じくそれを狙うクリー人のテロリストロナンの部下のハンターコラスと遭遇する。クイルはオーブを持って逃亡するが、横取りを知ったヨンドゥは彼を捕らえるために懸賞金を掛け、一方でロナンはオーブ強奪のために最強の暗殺者ガモーラを派遣した。
クイルがノバ帝国の首都惑星のザンダーでオーブを売り払おうとしたところ、ガモーラは彼に襲いかかる。揉み合いになる2人に遺伝子改造されたアライグマのロケットとその相棒の樹木型ヒューマノイドのグルートの賞金稼ぎペアが加わるが、4人はノバ軍警察によって逮捕され、キルン刑務所に投獄される。そこでロナンに家族を殺されたドラックスは彼と協力関係にあったガモーラを殺そうとする。クイルはガモーラを生かしておけばロナンがいずれやって来ると言って思いとどまらせ、そして彼女からロナンを裏切り、ザンダーのような惑星を破壊するオーブの力を使わせたくないという話を聞く。ガモーラにオーブの買い手が居ることを知ると、彼女とクイル、ロケット、グルート、ドラックスは協力してキルンから脱走する。
ロナンはタイタン人のサノスと会い、彼女の裏切りとオーブについて議論する。クイルたちは彼の宇宙船ミラノ号でキルンを脱出し、宇宙の果てのノーウェアへ到着する。そこで酔ったドラックスがロナンを呼び寄せてしまう間、他の4人はコレクターのタニリーア・ティヴァンと会う。ティヴァンはオーブを開け、それがそれを使う強者以外の全てを破壊するパワーを持つインフィニティ・ストーンであることを明かす。だがその直後、ティヴァンに苦しめられていた使用人カリーナがストーンに触れてしまい、ティヴァンのアーカイブを飲み込む大爆発を引き起こす。
ロナンはノーウェアに到着するとドラックスをすぐに倒し、船で逃げる者たちをロナンの部下とガモーラの妹ネビュラが追跡する。ネビュラがガモーラの船を破壊すると彼女は生身で宇宙空間に放り出され、ロナン軍はオーブを持ち去ってしまう。クイルは自分を追ってきたヨンドゥと通信した後に宇宙空間に出て自分のヘルメットを外してガモーラに装着して生き延びさせ、そして2人はヨンドゥの船に回収される。ロケット、ドラックス、グルートは2人を救出するために船を破壊すると脅迫するが、クイルがオーブを取り戻すと言ってヨンドゥを説得することで停戦に持ち込む。グループはロナンと戦えば確実に死ぬと考えるが、同時に彼らはインフィニティ・ストーンで銀河を破壊する彼を止める必要があると理解する。ロナンの旗艦ダーク・アスター号では、ロナンはストーンの力を自分で使うことに決め、自身のコズミックハンマーにそれを埋め込む。ロナンはサノスに連絡し、ザンダーを滅ぼした後は彼を殺すと宣告し、そして内心でサノスを恨んでいたというネビュラと手を組む。
ザンダー星上空、ダーク・アスター号はラヴェジャーズ、ノバ軍警察、クイルのグループと交戦となり、クイルたちは艦内へと侵入する。ロナンがパワーを含んだコズミックハンマーでノバ軍警察の戦闘機を破壊しようとする間、コラスはドラックスにより殺される。ネビュラはガモーラと対決するが敗れ、ラヴェジャーズの飛行機を奪って逃亡する。クイルたちはロナンの部屋に到着して戦うが圧倒的なパワーには敵わず、危機に陥っていたところ、ロケットが操縦するウォーバード号がロナンに特攻したことによって事なきを得る。大損壊を受けたダーク・アスター号はザンダーに墜落するが、クイルたちはグルートが命懸けで保護壁となったことにより生存する。壊れたダーク・アスター号から生きていたロナンが現れてザンダー星を破壊しようとするが、クイルはダンスで彼の気を逸らし、その隙を突いたドラックスとロケットによりコズミックハンマーは破壊される。クイルはハンマーから出てきたストーンを掴み、そしてその重負荷をガモーラ、ドラックス、ロケットと共有し、エネルギーをロナンに向けて倒し、ロナンはストーンの力によって消滅し、死亡する。
その後、クイルは約束に従ってヨンドゥにストーンを渡すことになったが、トロールとすり替えることで彼を騙し、本物はノバ軍警察に預ける。ラヴェジャーズがザンダー星を去る祭、ヨンドゥは契約を無視してクイルを父親に渡さなかったのは正解だったとつぶやく。ガーディアンズ・オブ・ギャラクシーと呼ばれるようになったクイルのグループは前科歴を消去され、そしてクイルは自分が半分人間で、父親が古代の未知の種族であること知る。クイルは最後に死ぬ前に母からプレゼントされた箱を開け、その中身の彼女のお気に入りの曲が入ったカセットテープを再生する。ガーディアンズは再建されたミラノ号に乗り、挿し木になって復活したグルートと共にザンダー星を出発する。
エンドクレジット後の場面では破壊されたアーカイブ内でコレクションである犬の宇宙飛行士と喋るアヒルと共に座り込むティヴァンが描かれる。

## 登場人物・キャスト

### ガーディアンズ・オブ・ギャラクシー
銀河で様々な犯罪を重ね、惑星“ザンダー”の“ノバ軍警察”に指名手配されていたお尋ね者5名で結成されたヒーローチーム。彼らはザンダーやキルン刑務所で出会って手を組み、“オーブ/パワー・ストーン”を狙うロナンとの戦いで1組のチームとして団結。ロナンらとの悪戦苦闘の末に、パワー・ストーンを奪還して、ロナンを撃破。事後は、「良いことも悪いことも両方やろう」と決めて新たな旅へと飛び立つ。

ピーター・ジェイソン・クイル / スター・ロード
演 - クリス・プラット、日本語吹替 - 山寺宏一
“スター・ロード”＜冒険野郎＞と名乗って銀河中を飛び回るトレジャーハンター。少年時代の1988年に、ラヴェジャーズによって拉致され、その後リーダーのヨンドゥに育てられた。地球人の姿をしているが、実は正体不明のエイリアンと地球人のハーフ。
宇宙を滅ぼしかねない強力な力を持つパワー・ストーンが納められたオーブを手にしたことから、ロナンの企みに巻き込まれ、同時にその最中に出会ったガモーラやドラックスたちと行動を共にするようになり、灰汁が強い彼らと幾度となく揉めながらも、自分たちの人生を変えてみせようと説くなど確かなリーダーシップを発揮して、“ガーディアンズ・オブ・ギャラクシー”を結成する。
キャラクターについてプラットは「彼は子供の頃に苦労し、現在は宇宙を駆け巡り、エイリアンの女の子と楽しみ、ゴロツキで少しマヌケで、これらの人々と協力することで自分自身のために高い目標を見つける」と説明し、またハン・ソロとマーティ・マクフライを混ぜ合わせたキャラクターであることを付け加えた。テレビシリーズ『Parks and Recreation』で太めのキャラクターであるアンディ・ドワイヤーを演じていたことで知られていたプラットは当初この役を断っていた。プラットは『マネーボール』や『ゼロ・ダーク・サーティ』のキャラクターを演じるために減量し、『スター・トレック』と『アバター』のオーディションに失敗した後はアクション映画で主演することを諦めていた。キャスティングディレクターのサラ・フィンはプラットをガンに提案したが、彼はこのアイデアを拒否した。それにもかかわらずフィンはプラットとガンの会合をセッティングし、その席でガンはプラットが適役であると確信した。プラットは『人生、サイコー!』のために再び太っていたが、プロデューサーのフェイグも納得させた。プラットはマーベルと複数の映画の契約を交わし、映画への参加のため『Parks and Recreation』への参加を一時休止する許可を得た。撮影の前にプラットは6ヶ月で60ポンド（27キロ）減量するために激しいダイエットとトレーニング療法を受けた。
少年期のピーター・クイル
演 - ワイアット・オレフ、日本語吹替 - 西田光貴

ガモーラ
演 - ゾーイ・サルダナ、日本語吹替 - 朴璐美
緑色の肌と、半分赤紫色のロングヘアーが特徴の“ゼホベレイ”で、銀河最大の支配者・サノスによって両親を殺され、彼の養女として訓練を施された暗殺者。クイルやロケットたちと、オーブを売り払って手にした大金を山分けしようと結託し、後にガーディアンズの一員となった。そしてロナンらとの戦いの中でクイルたちを徐々に本当の仲間と認めていく。
サルダナはCGIやパフォーマンスキャプチャよりもむしろメイクアップによってガモーラになったと述べた。サルダナは役柄について「私はジェームズ・ガンから緑色の人物を演じるように依頼されて驚いた。以前には（『アバター』で）青色をやった」と語った。さらにサルダナはガモーラを「戦士で、暗殺者で、とても強いが、彼女を救うことは、彼女を運命づけることができるものと同じだ。 彼女には正義感がある。彼女は非常に独善的な個人だ」と説明した。
ドラックス
演 - デイヴ・バウティスタ、日本語吹替 - 楠見尚己
“キルン刑務所”で最も恐ろしい囚人として周囲から畏怖されていた戦士。ロナンを倒すためガーディアンズの一員となり、クイルたちへの友情を深めていく。
バウティスタは「幸運なことに俺は生涯アスリートであったのですぐに適応することができた」ため、役のために特別な準備をしていないと述べた。バウティスタのメイクアップには4時間、除去には90分を要した。ドラックスの肌の色はハルクと視覚的に類似するのを避けるためにコミックの明るい緑色から濁った灰色に変更された。
グルート
演 - ヴィン・ディーゼル、日本語吹替 - 遠藤憲一
"タルニーア”出身 の“フローラ・コロッサス”である木のヒューマノイド。「私はグルート」としか喋れないが、親友のロケットのみは彼の意思を理解でき、周囲の人物に通訳している。ロケットと共に賞金稼ぎコンビとして宇宙を旅していたある日、ザンダーで賞金首となったクイルを捕獲しようと行動したことから、本作の一件に巻き込まれ、クイルたちとガーディアンズを組むことになる。
ディーゼルは当初マーベル・シネマティック・ユニバースのフェイズ3の映画に出演する話を持ちかけられていたが、後にグルートの声とモーションキャプチャを務めることになった。ディーゼルはまたいくつかの外国語版にもグルートの声を提供した。撮影現場ではクリスティアン・グッドレウスキがキャラクターを演じたが、最終的に作られたCGIには彼の演技は反映されなかった。キャラクターについてガンは「全てのガーディアンズは映画ではクソッタレ野郎として始まる。グルート以外は。彼は潔白だ。（中略）彼はロケットの人生に巻き込まれた」と説明した。ガンはまたグルートのデザインや動きを作るために「1年の大半」を費やしたことを付け加えた。また、グルートの台詞は「私はグルート（I am Groot）」のみであるが、これに関してガンは「ヴィン・ディーゼルだけに特別な脚本を用意しました。（中略）セリフの横にその場面での『アイ・アム・グルート（私はグルート）』が何を意味しているのかという翻訳のようなものを書いた脚本を用意したんですね。そしてそれを見ながら一緒にやっていったのですが、自分が予想していた以上に幅広い感情をたった3言で、彼は見事に表現してくれたと思います」と語った。
ロケット
原語 - ブラッドリー・クーパー、日本語吹替 - 加藤浩次〈極楽とんぼ〉
アライグマの姿をした、百戦錬磨の傭兵兼賞金稼ぎ。元は人間だったが、被験対象“89P13”として遺伝子改造され、現在の姿となった。グルートとは賞金稼ぎコンビを組む親友兼相棒である。グルートと同様の理由で本作の一件に巻き込まれ、紆余曲折の末にガーディアンズへと加入する。
ガンはキャラクターの正しい感触を得るために本物のアライグマと触れ、それが「カートゥーンキャラクターでない」と確信した。ロケットと他のガーディアンズの説明をする際にクーパーは「私はロケットはダイナミックだと思う。彼は『グッドフェローズ』のジョー・ペシのようなものだ」と説明した。ロケットの声はクーパーが務めたが、撮影現場ではジェームズ・ガンの弟のショーン・ガンがキャラクターのダブルを担った。ジェームズ・ガンはロケットを作り上げるためにクーパーの表情や手の動きを記録したと述べたが、映画ではショーンの演技も使われている。

### ラヴェジャーズ
ヨンドゥ・ウドンタ
演 - マイケル・ルーカー、日本語吹替 - 立木文彦
ラヴェジャーズのリーダーである、壮年の“ケンタウリ人”。幼い頃に拉致したクイルを育てた人物でもあり、彼とは義理の親子のような間柄である。クイルの実の父親を知っているようで、「奴はクソ野郎だった」と発言している。愛用する“ヤカの矢”一本のみで周囲の敵を一掃するほどの技量や、高いパイロット能力を持つ。
抜け駆けでオーブを持って行方を眩ましたクイルの追跡を始めたことで、本作の一件に関わる。
クラグリン・オブフォンテリ
演 - ショーン・ガン、日本語吹替 - 土田大
ラヴェジャーズの一等航海士兼船長補佐 を務める、長身痩躯のザンダー星人。
ショーンは撮影中にサノスの代役を務めた。

### ノバ軍警察
イラニ・ラエル
演 - グレン・クローズ、日本語吹替 - 一柳みる
ノバ軍警察の“ノバ・プライム”（リーダー）。銀河の平和と秩序を憂い、市民の安全を第一としながら、ザンダー星のみならず、銀河全体の平和を願う。
クローズは「常に（『ガーディアンズ・オブ・ギャラクシー』のような）映画に出たかった」と語り、「ジュディ・デンチ（のM）やサミュエル・L・ジャクソン（のニック・フューリー）のような役を演じることは楽しい」と述べた。
ローマン・デイ
演 - ジョン・C・ライリー、日本語吹替 - 大滝寛
ノバ軍警察の将校。前科持ちであるクイルとは顔馴じみである。
ガーサン・サアル
演 - ピーター・セラフィノウィッツ、日本語吹替 - 仲野裕
ノバ軍警察の軍人。有事の際にはノバ軍の編隊を率いるパイロットとして出動する。

### ヴィラン
ロナン・ジ・アキューザー
演 - リー・ペイス、日本語吹替 - 白熊寛嗣
本作のメインヴィランである、狂信的クリー人将軍。かつては、クリー帝国で最も力のある軍事指導者の一人だったが、ザンダーと平和条約を結んだクリー帝国を弱腰と断じてサノスと結託。仇敵ザンダー星人の根絶のためにノバ軍の各基地を破壊すると同時にオーブ入手を狙い、ザンダー星を滅ぼした暁には、宇宙のあらゆる文明と力無き者たちを葬り去り、強者の時代を築くことを企む。
もともとピーター・クイル役のオーディションを受けていたペイス はロナンを「サイコ」で「モンスター」であると説明した。
ネビュラ
演 - カレン・ギラン、日本語吹替 - 森夏姫
サノスにより殺し屋として育成・サイボーグ化された“ルフォモイド人” で、ガモーラの義妹。サノスの命でロナンの部下として働く
ギランは古代スパルタンを研究し、髪を剃り、役作りのために2ヶ月にわたって訓練した。キャラクターのメイクアップには4時間半を要する。
コラス・ザ・パーサー
演 - ジャイモン・フンスー、日本語吹替 - 乃村健次
ロナンの部下であるハンター にして、クリーの諜報員。

### その他の登場人物・キャスト
メレディス・クイル
演 - ローラ・ハドック、日本語吹替 - 宮島依里
ピーター・クイルの母親の地球人で故人。冒頭の26年前での場面で既に脳腫瘍に侵され余命幾ばくも無い状態となっていた。病院で自身の死期を悟り、クイルにプレゼントボックスを授け、彼に手を握ってほしいと望むが、彼女の様子に気が動転してしまったクイルに応えて貰えずに息を引き取った。
ブローカー
演 - クリストファー・フェアバンク、日本語吹替 - 伊藤和晃
ザンダーで故買屋を営む、特徴的な髪と眉毛、髭をした老商人。クイルからオーブの買取を依頼されるが、彼からロナンもオーブに関与していると聞かされると、血相を変えて一方的に取引を打ち切り、クイルを追い出した。
ジェイソン・クイル
演 - グレッグ・ヘンリー、日本語吹替 - 佐々木勝彦
クイルの祖父 で、メレディスの父親である地球人。冒頭の26年前の病院の場面に登場する。
ベリート
演 - メリア・クライリング、日本語吹替 - 東條加那子
クリロリア人の女性で、クイルの遊び相手。
老人
演 - スタン・リー、日本語吹替 - 広瀬正志
ザンダー星人の老人男性。
モロカ・ダル
演 - アレクシス・ロドニー、日本語吹替 - 伊丸岡篤
キルンの囚人の一人である、赤い瞳と両頬のヒューマノイド型種族。収監されてきたガモーラを襲う。
ジ・アザー
演 - アレクシス・デニソフ、日本語吹替 - 谷昌樹
サノスの側近。
カリーナ
演 - オフィリア・ラヴィボンド、日本語吹替 - 合田絵利
ティヴァンの使用人を務める、クリロリア人の女性。実は奴隷として無理矢理働かされていた。オーブの取引にやってきたクイルたちを出迎える。
コスモ
演 - フレッド〔俳優犬〕
ティヴァンのショップにコレクションとして保管されていた、白い宇宙服とヘルメットを身につけた宇宙犬。
タニリーア・ティヴァン / コレクター
演 - ベニチオ・デル・トロ、日本語吹替 - 石住昭彦
ノーウェアを拠点に、強迫観念から銀河中から珍しい遺物や様々な生物を収集・保管する 不老不死の宇宙人。長年の収集歴を持ち、宇宙を破滅させる大惨事が訪れるとも予見している。『マイティ・ソー バトルロイヤル』に登場する惑星“サカール”の独裁者グランドマスターの弟。
ノンクレジット・カメオ出演
サノス
演 - ジョシュ・ブローリン、日本語吹替 - 銀河万丈
嘗て『アベンジャーズ』で、ロキと配下のチタウリを地球へ侵攻させた張本人の“タイタン星人”。ガモーラとネビュラの養父であり、それ以外の素性は本作の時点ではまだ明らかになっていない。本作ではロナンと盟約を結び、彼にオーブの回収を指示する。
ミカエラ・フーバーはノバ・プライムのアシスタント、マラマ・コーレットはブート、エメット・J・スキャンランはノバの警備員、スティーヴン・ブラックハートとスペンサー・ワイルディングは端役を務めた。ナオミ・ライアンもまた端役で出演していたが、最終バージョンではカットされてしまった。他にジェームズ・ガンがサカール人役、ロイド・カウフマンが囚人役、ネイサン・フィリオンが囚人の声、ロブ・ゾンビがラヴェジャーズ・ナビゲーターの声、作曲家のタイラー・ベイツがラヴェジャーズのパイロット、セス・グリーン（伊丸岡篤）がハワード・ザ・ダックの声でそれぞれカメオ出演している。

## 設定・用語

### ツール・アイテム

#### ガーディアンズのツール・アイテム
スター・ロードのツール
本作でクイルは、“スター・ロードのヘルメット”、“クアッドブラスター”、“ジェットブーツ”、“グラビティ・マイン”、“ホロマップ投影機”、“万能ピック”、“プラズマ・スフィア”、“エネルギー・ボーラ” まで、多数のツールを駆使する。

ゴッドスレイヤー
ガモーラの愛剣。
ドラックスの短剣
ドラックスが愛用する2本のナイフ。
レーザーキャノン
ロケットが愛用する銃火器。
ハドロン・エンフォーサー
ロケットがミラノ号の限られた部品で開発した、肩掛け式の大砲。

#### その他のツール・アイテム
オーブ / パワー・ストーン
本作のキーアイテムとなる、“インフィニティ・ストーン”の一つである“パワー・ストーン”が内包された、網状の模様が入った金属製の球体。
ヤカの矢
ヨンドゥが愛用する一本の矢。右腰のホルダーで携行し、ヨンドゥが口笛を吹くことで宙に浮き、高速で舞いながら敵を射抜く。
コスミ・ロッド
ロナンが愛用する、長大なハンマー。
電気ショックスタッフ
ネビュラが愛用する近接格闘用の武器。
N20-75 ディスラプター・ライフル
コラスが愛用する大型の銃火器。
ネクロブラスター
サカアラン兵の標準武装の一つである、エネルギー銃砲。

### テクノロジー・ビークル
フィン
ヨンドゥの頭頂部に埋め込まれている、ヤカの矢のコントローラー。
保安リストバンド
キルン刑務所の看守らが片腕の神経に移植して身につけている装置。
クアリニクス蓄電池
銀河で広く使用されているエネルギー装置。
セキュリティ・ドローン
キルンを警備する小型の武装ドローン。
Mシップ
ラヴェジャーズのメンバーが運用する宇宙船。
ミラノ号
クイルがMシップの1機を自身専用にアナログ改造した愛機。
ウォー・バード号
ザンダーでの戦闘においてロケットが運用した小型Mシップの1機。
エクレクター号
ラヴェジャーズの旗艦である、巨大宇宙船。
ラヴェジャー・コンストラクション
ラヴェジャーズが保有する、機首に大型のキャノン砲が搭載された宇宙船。
マイニング・ポッド
ノーウェアで、現地の資源採掘に用いられる、1人乗りの産業用小型宇宙ポッド。
スター・ブラスター
ノバ軍が保有する、星型の機体と可変翼が特徴的な1人乗りの小型戦闘機。
ネクロクラフト
サカアラン兵が乗る小型宇宙船。
ダーク・アスター
ロナンの所有する大型宇宙戦艦。初登場時には銀河座標“T81S IS1301319 + 31N351”に位置していた。

### 種族
本項では、本作に複数の個体が登場した種族をメインに記述する。
テラ星人
地球人。本作ではクイルや、彼の親族がそれに当たる。
 クリロリア人（クリロリアンズ）
ピンク色の肌を持つヒューマノイド型種族。本作ではベリートやカリーナ、ローマン・デイの妻子がそれに当たる。
ザンダー星人
ザンダーの住民であるヒューマノイド型種族。本作ではクラグリン、ラエル、サアル、ローマンがそれに当たる。
クリー人
銀河宇宙の帝国“クリー”の国民であるヒューマノイド型種族。本作ではロナンやコラスがそれに当たる。
また、マーベル・テレビジョン製作のドラマ『エージェント・オブ・シールド』にも何度か登場し、2019年公開の『キャプテン・マーベル』ではクリー帝国が描かれ、本作に登場したロナンとコラスも再登場する。
サカアラン兵
惑星“サカール”出身の昆虫型ヒューマノイドであり、本作のヴィランの末端でもある傭兵。

### 生物
オルローニ
爬虫類のような姿をした小動物。

### 組織
ラヴェジャーズ
銀河にその名を馳せ、曲者ばかりで構成される宇宙海賊。クイルもこの海賊の一員だった。リーダーのヨンドゥの下、オーブを求めて活動する。
本作に登場するラヴェジャーズは、ヨンドゥ率いる一部隊に過ぎず、銀河の至るところにラヴェジャーズの部隊が存在することが次作で判明する。
ノバ軍警察
ノバ帝国の治安維持を任務とする宇宙警察。ザンダーで発生したクイルたちの騒動から、キルンでの暴動対処に、クライマックスの戦闘まで多くの場面で活動する。

### 登場惑星・施設・宙域
テラ / 地球
クイルの故郷である、辺境の惑星。
セントチャールズ
アメリカ合衆国のミズーリ州に位置するクイルと彼の親族の故郷。26年前にクイルは、ここの病院でメレディスの最期を看取った直後にラヴェジャーズに拉致された。
モラグ
銀河座標“M31V J00443799 + 4129236”に位置する、廃墟の惑星。冒頭の舞台として登場する。
ザンダー
銀河座標“M31V J00442326 + 412708”に位置する、銀河最大の国家“ノバ帝国”の首都惑星。クライマックスでの戦地となる。
ノバ軍警察本部
ザンダーの都市に建造されたノバ軍の本庁舎。
キルン刑務所
銀河座標“M20H I19919142 + 0185112”に位置する、非常に巨大な宇宙刑務所。クイルたちがここに一時収監される。
ノーウェア
銀河座標“M3RD 17H17211 + 2121224”に位置する、エソン・ザ・サーチャーの死骸の頭部をくり抜いて居住地にした採掘コロニー。
コレクションルーム
ティヴァンが営む、自身がコレクションしてきた様々な物品や生物を保管・展示するショップ。
サンクチュアリ
銀河座標“N5X2 106311411 + 2123518”に位置する、凶暴なタイタン人“サノス”の領域。

## 製作

### 企画
マーベル・スタジオ社長のケヴィン・ファイギは2010年のコミコン・インターナショナルで「まだ『ガーディアンズ・オブ・ザ・ギャラクシー』のような確定していないタイトルがいくらかある。私は彼らが最近コミックで楽しく再創造されたと考えている」と述べた。『エンターテインメント・ウィークリー』2011年11月号のインタビューでファイギは「『マイティ・ソー』でも仄めかされたが、（マーベル・）ユニバースのコズミック・サイドで大きな叙事詩をやる機会がある」と述べた。また彼は『X-メン』や『アベンジャーズ』と同様のキャラクターの群像劇を備えた映画であるべきであると付け加えた。
2012年のコミコン・インターナショナルのマーベル・スタジオのパネルでファイギは企画が進行中であり、2014年8月1日公開予定であることを正式に発表した。彼はドラックス、グルート、スター・ロード、ロケット、ガモーラが描かれたコンセプトアートが公開し、完全なチームものであることを明かした。8月、マーベル・スタジオは脚本書き直しのためにクリス・マッコイを雇った。同月末、ペイトン・リード、ライアン・フレックとアンナ・ボーデンといったほかの候補たちを破ってジェームズ・ガンが監督する交渉に入った。『アベンジャーズ』の監督であるジョス・ウェドンは『アベンジャーズ』の続編に繋がる全ての映画でクリエイヴリー・コンサルタントを務める契約を交わしており、『ガーディアンズ・オブ・ザ・ギャラクシー』ではガンを監督に選ぶのに熱心であった。

#### 脚本執筆
2009年にマーベルの脚本執筆プログラムに登録されていたニコール・パールマン は脚本の原作にあまり知られていないものを提供された。SFに関心を持っていたためにパールマンはこのうちダン・アブネットとアンディ・ランニングの『ガーディアンズ・オブ・ザ・ギャラクシー』を選んだ。パールマンは草案の執筆に2年を費やし、『ガーディアンズ』の世界に身を浸した。2011年後半にパールマンは別の草案の執筆を依頼され、2012年初頭にはジェームズ・ガンが脚本協力のために雇われた。ガンは脚本を書き直し、マーベルに自分のアイデアを伝えるために映画『特攻大作戦』を使った。ガンは後にパールマンの草案が撮影で使った脚本とは、ストーリー、キャラクターの設定が全く異なり、ウォークマンも存在しなかったことを明かした。彼は「ニコールの脚本は全てがかなり異なっている。（中略）それは同じものではない。だがそれがWGAが働くきっかけだ。彼らは最初の脚本家が好きだから」と述べた。2012年8月、マーベル・スタジオはパールマンの脚本の書き直しのためにクリス・マッコイが雇われたが、製作クレジットはされておらず、最終的な脚本への貢献度は不明である。

### プリプロダクション
2012年9月18日、ガンは自身の公式Facebookページで監督及び脚本書き直しの契約を結んだことを明かした。11月、ジョエル・エドガートン、ジャック・ヒューストン、ジム・スタージェス、リー・ペイス、エディ・レッドメインらがスター・ロード役のテストを受けることが報じられた。1週間後、ペイスがオーディションを受けていることが明らかとなった。その他には『マイティ・ソー/ダーク・ワールド』にも出演するザッカリー・リーヴァイ、ジョセフ・ゴードン＝レヴィット、マイケル・ローゼンバウムが同役の候補となっていることが報じられた。2013年2月、クリス・プラットが同役に決まった。

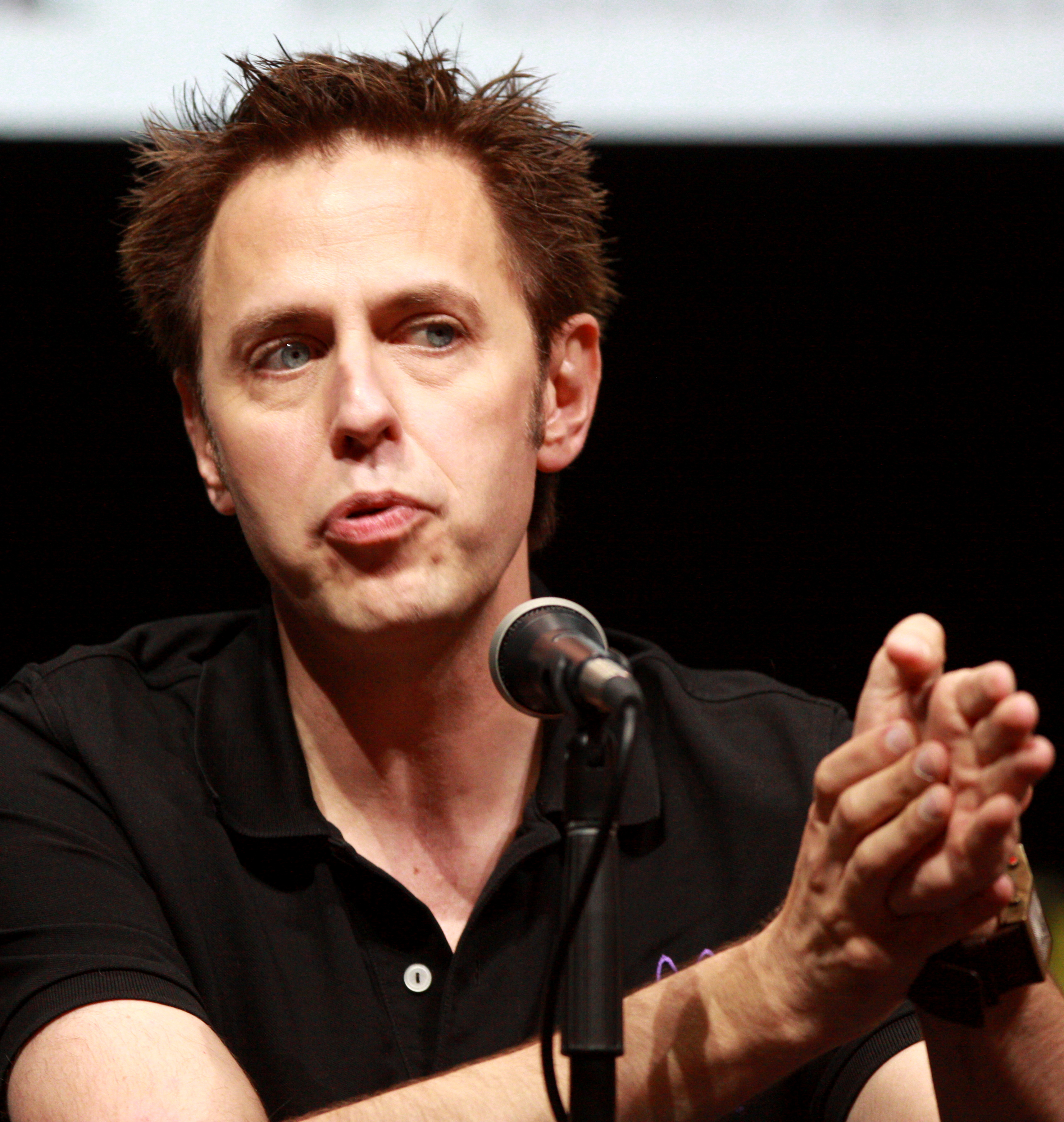
2013年のコミコン・インターナショナルでのガン。

2013年1月、撮影はイングランド・ロンドンのシェパートン・スタジオで行われる予定であることが報じられ、またマーベル・スタジオは3Dで公開する予定であることを発表した。製作総指揮を務めるヴィクトリア・アロンソは6月に撮影が開始されると述べた。『SFX』2013年3月号のインタビューでケヴィン・ファイギは『Guardians of the Galaxy』とマーベル・シネマティック・ユニバースの関連について語った。ファイギは「これは最も独立した映画になる」と述べた上で、「これは同じ宇宙を舞台としている。そして我々が他の映画で宇宙の反対側にいるとき、あなたはガーディアンズのキャラクターを目撃するが、アベンジャーズは現時点ではその出来事に関与しない」と続けた。さらにファイギは映画の95%は宇宙が舞台になると述べている。3月半ば、デビッド・バウティスタがドラックス役での出演契約を交わした。同役には他にイザイア・ムスタファ、ブライアン・パトリック・ウェイド、ジェイソン・モモアが候補に挙がっていた。1週間後、『スター・ウォーズ』でダース・ベイダーのマスクを設計した彫刻家のブライアン・ミュアーが参加することが報じられた。
2013年4月、ガモーラ役としてゾーイ・サルダナへの出演交渉に入った。数週後、マイケル・ルーカーがヨンドゥ・ウドンタ役でキャストに加わった。同月末、『ハリウッド・リポーター』はサルタナの出演が決まり、またオフィリア・ラヴィボンドもキャスティングされたことを報じた。翌日、リー・ペイスが悪役として最終交渉中であることが報じられた。5月、『HitFix』はマーベルがジョン・C・ライリーをガーディアンズとS.H.I.E.L.D.を繋げるエージェントであるローマン・デイ役でオファーしていることを報じた。同サイトはまた、他の役の候補にヒュー・ローリー、アラン・リックマン、渡辺謙らが挙がっており、またクリストファー・マルクスとスティーヴン・マクフィーリーが脚本を書き直していることを報じた。数日後、グレン・クローズがノバ軍警察のリーダー役にキャスティングされ、さらに続けてカレン・ギランが女性悪役に決まった。6月、ベニチオ・デル・トロが新たにキャストに加わった。デル・トロは本作を含む複数の作品に出演する契約をマーベル・スタジオと交わしている。同月末、ライリーがローマン・デイ役にキャスティングされた。

### 撮影
撮影は2013年7月6日に始まった。2013年7月20日、コミコン・インターナショナルにて、リー・ペイスがロナン・ジ・アキューザー、カレン・ギランがネビュラ、ベニチオ・デル・トロがコレクターを演じ、さらにジャイモン・フンスーがコラスにキャスティングされたことが明かされた。また後にグレン・クローズがノバ・プライムを演じることが明かされた。またコミコンでケヴィン・ファイギはサノスが「マスターマインド」として映画の一部を担うと述べた。2013年8月11日からはロンドンのミレニアム・ブリッジでの撮影が始まった。2013年8月30日、マーベルはブラッドリー・クーパーがロケットの声を務めることを公式に発表した。2013年9月3日、ガンは撮影の半分以上が完了していることを明かした。9月5日、ヴィン・ディーゼルはグルートの声を務めることを明かした。しかしながらマーベルはこの時点ではディーゼルの関与を認めなかった。2013年10月12日、ガンは撮影の完了をソーシャルメディア上で明かした。

### ポストプロダクション
2013年11月、ガンはCGとモーションキャプチャの使用において撮影で補助する際、可能な限り現物効果を使い、「我々のセットは巨大である。我々は350,000ポンドの鋼の刑務所を持っている。僕を知人の全てが、僕が現物効果およびCGを混ぜることが好きであることを知っている。（中略）それは驚くほど美しいので、僕は人々がそれを見るのを待つことができないんだ」と述べた。『マイティ・ソー/ダーク・ワールド』の公開後、ファイギがインフィニティ・ストーンが本作の焦点になるだけでなく、フェイズ3へも繋がることを明かした。11月の『ダーク・ワールド』のインタビューでファイギは未知のインフィニティ・ストーンが映画に登場することを付け加え、のちにそれはコレクターによって「パワーストーン」と呼ばれることが明らかになった。『ダーク・ワールド』のクレジット途中で登場したラヴィボンド演じるコレクターの側近は、後に名前がカリーナであることが明らかとなった。2013年12月、マーベルはディーゼルがグルートの声を務めることを発表した。
数週間に及ぶ追加撮影は主要キャストやスタッフと共に2014年3月にカリフォルニア州バーバンクのウォルト・ディズニー・スタジオで行われた。2014年4月、ガンはサノスを映画での「蛇の頭」であると説明し、パフォーマンスキャプチャ経由で登場することを明かした。2014年5月、ガンは映画がこれまで公開されたどのマーベル・スタジオ映画よりも多くのキャラクターを持ち、「莫大な」数のマイナーなマーベル・ユニバースのキャラクターが登場することを明かした。衣裳監修のダン・グリーンはこれに「我々は本当に、本当に銀河の規模と範囲の感覚を得ている。我々は5つの惑星を訪れ、100の異種族を目撃する」と付け加えた。ロナンの傭兵であるサカーはバドゥーンの権利を20世紀フォックスが所有していたために代わりに登場することとなった。
5月末にジョシュ・ブローリンがサノスを声を担当することが発表され、さらに7月にファイギは彼がキャラクターのパフォーマンスキャプチャも務めることを明かした。サノスはロナンとネビュラの場面でホログラム通信としての登場が多くを占めた。ブローリンのキャスティングについてファイギは「我々は彼に接触しようとし、そしてそれが実現しなかったのも当然であったが、それが非常に素晴らしかった時に彼は興味を持った。彼は我々がやったことのファンであり、彼はロンドンのホテルでジェレミー・レイチャムと会ってキャラクターについて少し学んだ。私は何回か電話で彼と話した。我々はそれを、それが好きだったジェームズに通し、それをサノスが『アベンジャーズ』のためにこの世界に存在するので、それが好きだったジョスに通した。それから、我々は彼を撮って録音した」と述べた。2014年6月、ファイギはサノスのその手下たちが将来の『アベンジャーズ』の映画で繋がることを明かした。2014年7月7日、ガンは全作業の完了をソーシャルメディアで発表した。
映画の視覚効果はグルート、モラグ星、ザンダー星、ダーク・アスター号、ザンダー星での最終決戦を担当したムービング・ピクチャー・カンパニー、ロケットを担当したフレームストア、サノスをルマ・ピクチャーズ、オーブのパワー開放とノバ軍警察のコマンドセンターのホロディスプレイを担当したMethod Studios、Lola VFX、Cantina Creative、ハワード・ザ・ダックとダーク・アスター号を担当したソニー・ピクチャーズ・イメージワークス、CoSA VFX、Secret Lab、Rise Visual Effects Studios、Technicolor VFXにより構成された。プリビズとポストビズはProofとThe Third Floorが行った。

## 音楽
2013年8月、プロデューサーのジェームズ・ガンは自身のFacebookページでタイラー・ベイツが映画音楽を作曲することを発表した。ガンはベイツが音楽に合わせて撮影できるように最初に一部を作曲すると述べた。2014年2月、ガンは映画の中でクイルのウォークマンのミックステープで「Hooked on a Feeling」のような1970年代と1980年代の楽曲が使われているが、それが彼が失った故郷で家族である地球とをつなげる役割を果たすことを明かした。

## 公開
ワールド・プレミアでは2014年7月21日にハリウッドのドルビー・シアターで行われた。イギリスでは2014年7月31日、アメリカ合衆国では8月1日 に3D及びIMAX 3Dを含む一般劇場で公開された。アメリカ合衆国では8月公開作品としては『G.I.ジョー』（4007劇場）を上回る4080劇場で封切られた。スクリーンの内訳はIMAXが354スクリーン、3Dが3200スクリーン、大型フォーマットが 350スクリーン、D-BOXが240スクリーンであった。

### マーケティング
2012年6月、マーベルはテレビゲームから化粧品まで様々な製品をカバーするために、ガーディアンズ・オブ・ギャラクシー関連の11の商標を申請した。ディズニー・コンシュマー・プロダクツは、Mad Engine、C-Life、ニューエラ、ハズブロ、Disguise、Rubies、サイドショウ・コレクティブルズ、レゴ、KIDdesigns、iHome、Funko、Freeze、Fast Forward、Innovative Designsとマーチャンダイズ契約を交わした。

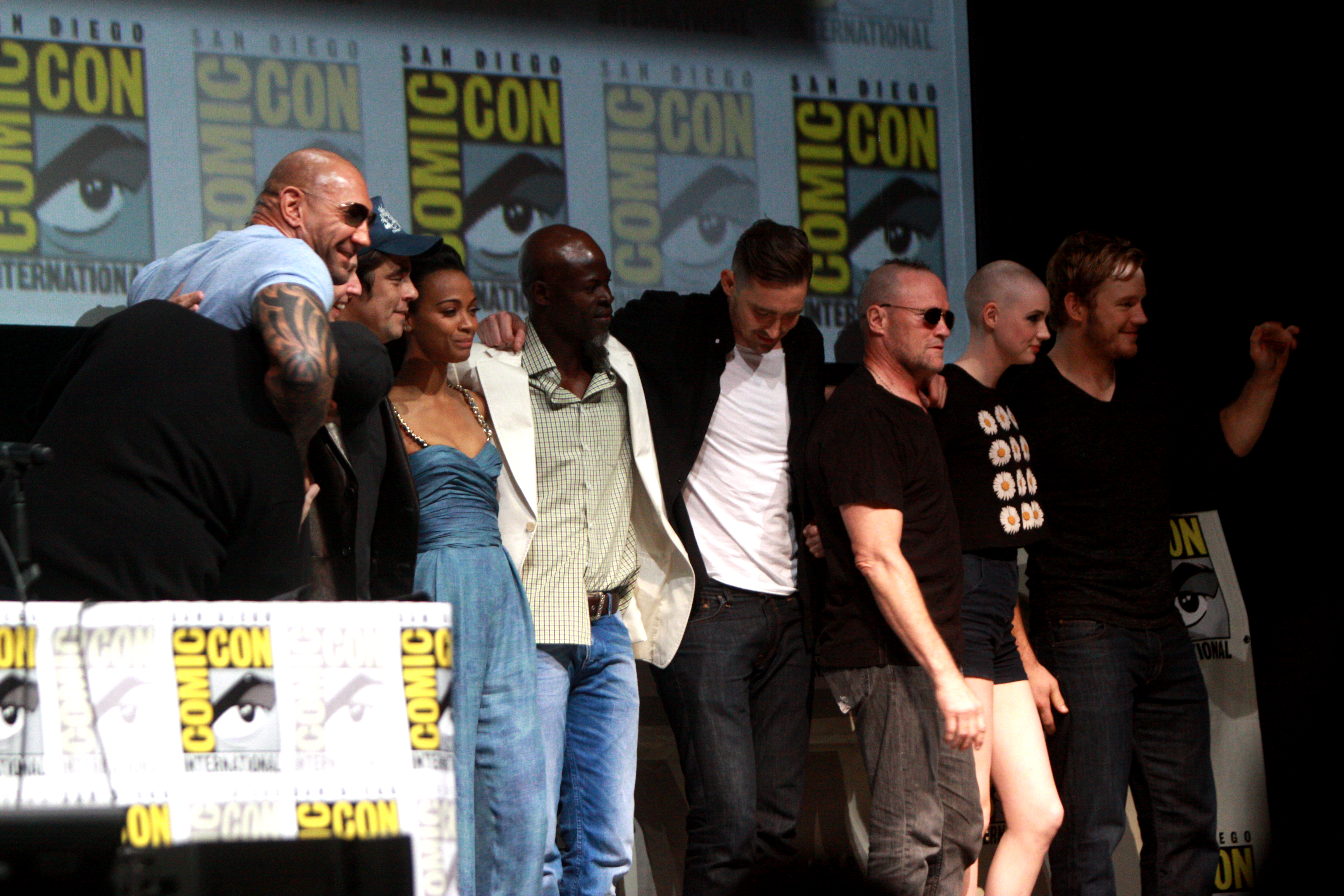
2013年のコミコン・インターナショナルでのキャストとスタッフ。左からプロデューサーのケヴィン・ファイギ、バウティスタ、監督のジェームズ・ガン、デル・トロ、サルダナ、フンスー、ペイス、ルーカー、ギラン、プラット。

ファイギは2013年7月のコミコン・インターナショナルと8月のD23エキスポでフッテージを公開した。最初の予告編は2014年2月18日の『ジミー・キンメル・ライブ!』でクリス・プラットの紹介により初公開された。『トータル・フィルム』は予告編の冒頭部分から『レイダース/失われたアーク《聖櫃》』の影響を受けていることを指摘した。『トータル・フィルム』はまた、予告編はコミコンとD23で上映された映像にネビュラやコレクターなどの新しいカットを加えたものであることを指摘した。ソーシャルメディアは強い反応を示し、12時間のうちにTwitter、Facebookなどで8万8000件の言及があった。この数値は『マン・オブ・スティール』や『アメイジング・スパイダーマン2』といった他のスーパーヒーロー映画に匹敵するものであった。また予告編公開後、ブルー・スウェードの「Hooked on a Feeling」の売り上げは前日比で700%に上昇した。予告編でセラフィノウィッツのキャラクターが発した「What a bunch of A-holes.」という台詞は好意的な反応であったものの、映画の最終カットには含まれなかった。
2014年3月、ABCは1時間の特別番組『Marvel Studios: Assembling a Universe』の中で『ガーディアンズ・オブ・ギャラクシー』のスニークピークを放送した。2014年4月、『ガーディアンズ・オブ・ギャラクシー: プレリュード』（Marvel's Guardians of the Galaxy Prelude）と題された2部構成のコミックの公開が始まった。脚本はダン・アブネットとアンディ・ランニングであり、1冊目はサノスの下で働くネビュラ、2冊目は他のガーディアンズに出会う前のロケットとグルートの冒険が描かれた。
2014年7月、マーベルはバイラル・マーケティング・キャンペーンとして、「ギャラクシー・ゲータウェイズ」という架空の旅行サイトを立ち上げた。このサイトでは映画に登場するザンダー、モラグ、ノーウェアといった惑星のページを観覧することができる。2014年7月4日、ディズニーランド、ディズニー・ハリウッド・スタジオ、ABCサウンド・スタジオ・シアターでスニークピークの公開が始まった。2014年7月7日、アメリカ合衆国のIMAX 3Dとカナダの3D及びIMAX 3D劇場で2つの予告編と共に14分の映像が上映された。この上映は好評であり、ユーモア、3DとIMAX効果、クーパーによるロケットの描写が賞賛された。
2014年7月12日、ガンと俳優たちはシンガポールのリド・8・シネプレックスでプロモーションを行った。2014年7月17日、ディズニー・インタラクティブはアクションRPG『Guardians of the Galaxy: The Universal Weapon』をiOS、Android、Windows向けに公開した。ゲームのオリジナルストーリーはダン・アブネットが執筆し、映画を補完する内容であった。7月21日、プラット、サルダナ、バウティスタ、ディーゼル、クーパーはプロモーションのために『ジミー・キンメル・ライブ!』に登場した。7月29日、プラットとサルダナはマーケティング戦略の一環としてニューヨーク証券取引所のオープニングベルを鳴らした。

## 評価

### 興行収入
『ガーディアンズ・オブ・ギャラクシー』の興行収入は北アメリカで3億3317万6600ドル、北アメリカ以外で4億3960万ドル、全世界で合わせて7億7277万6600ドルを売り上げている。
北アメリカ
『ガーディアンズ・オブ・ギャラクシー』は木曜深夜のオープニング上映で約1120万ドルを売り上げ、『キャプテン・アメリカ/ウィンター・ソルジャー』の1020万ドルを抜いて2014年最大の成績となった。またこのうちIMAX上映は17%（190万ドル）を占めたが、これは8月のプレリリースのIMAX上映では最高、ディズニー及びマーベル映画としては『アイアンマン3』に次いで2番目の成績である。公開初日には2660万ドル、木曜深夜分を含めれば3780万ドルを売り上げた。公開初週末3日間では9430万ドルを売り上げており、『ボーン・アルティメイタム』（6930万ドル）を抜いて8月公開作品で歴代最高のオープニング成績となった。また2014年公開作品としては『トランスフォーマー/ロストエイジ』（1億ドル）、『キャプテン・アメリカ/ウィンター・ソルジャー』（9500万ドル）に次いで3位のオープニング成績であった。2週目末は4150万ドルを売り上げ、『ミュータント・タートルズ』（6500万ドル）に敗れて2位となった。3週目末は2470万ドルを売り上げ、引き続いて『ミュータント・タートルズ』に次いで2位となった。
8月22-24日の4週目末には1760万ドルを売り上げて再び1位を獲得した。一度2位以下に下落した後に再び1位を獲得したのは2014年では本作が初めてであり、また累計興行収入は『トランスフォーマー/ロストエイジ』を抜いて2014年夏期（5-8月）で最高の成績となった。8月29日までには『キャプテン・アメリカ/ウィンター・ソルジャー』を抜いて2014年に公開映画で最高の興行収入となった。5週目末には1630万ドルを売り上げて連続1位を獲得し、またレイバー・デーを含めた4日間の興行収入は2220万ドルであった。さらに週末興行収入で3度1位となった作品は2014年夏期では初であった。6週目末には1020万ドルを売り上げ、4度目の1位を獲得した。4度目の1位獲得は『キャプテン・アメリカ/ウィンター・ソルジャー』及び『アベンジャーズ』を抜いてマーベル映画で最多であり、またコミック原作映画としては『ダークナイト』に並んだ。2014年9月12日、2014年公開作品として初となる北米興行収入3億ドル超えを達成した。7週目末は800万ドルを売り上げて3位に後退した。8週目末は520万ドルを売り上げて6位となった。
北アメリカ外
『ガーディアンズ・オブ・ギャラクシー』は42の国際市場で封切られ、初週末に6640万ドルを売り上げた。このうちロシアでは1300万ドル、イギリスでは1080万ドル、メキシコでは650ドル、ブラジルでは650万ドルであった。翌週末は50地域で4010万ドル、さらに3週目末は66地域で3310万ドルを売り上げた。4周目末には2130万ドルを売り上げ、また累計ではイギリスで3710万ドル、ロシアで3400万ドル、メキシコで1800万ドル、オーストラリアで1780万ドル、ブラジルで1550万ドルとなった。5週目末には68地域に増えて1970万ドルを売り上げた。またドイツの初動成績は700万ドルであった。6週目末は69地域で1150万ドルを売り上げており、またドイツでの累計興行収入は北米外で7位となった。7週目末は42地域で930万ドルを売り上げ、これには公開が始まった日本の210万ドル（2億2414万5400円）が含まれた。日本でのこの初動成績は『ウィンター・ソルジャー』を15%、『マイティ・ソー/ダーク・ワールド』を22%上回るものであった。2014年10月には中国とイタリアでの公開を控えている。

### 批評家の反応
Rotten Tomatoesでは259件の批評家レビューで支持率は91%、平均点は7.7/10となった。Metacriticでは47件のレビューで加重平均値は76/100となった。
『バラエティ』のスコット・ファウンダスは「ジェームズ・ガンによる推定的なフランチャイズ・スターターは長すぎて、詰め込みすぎて、時折人を楽しませるのに熱心すぎるが、クリス・プラットの勝利のパフォーマンスのような人を食ったようなコミック的なトーンは明るくさせる」と述べ、また映画の外観を作り上げた撮影監督のベン・デイヴィス、プロダクションデザイナーのチャールズ・ウッド、視覚効果メイクアップデザイナーのデヴィッド・ホワイトを賞賛した。『ハリウッド・リポーター』のジャスティン・ロウもまた映画の外観を賞賛し、「調和したアンサンブルは独特のスタイル、豊富なスリルと不足のないユーモアによってヒーローのオリジン映画を立ち上げるという試みを成功させている」と評した。ドラックス・ザ・デストロイヤー、ガモーラ、サノスの生みの親であるジム・スターリンは「これまでのマーベルの最高の映画かもしれない」と述べた。同じマーベル・シネマティック・ユニバースでアイアンマン役を演じているロバート・ダウニーJr.は本作を絶賛し、「マーベル史上最高の映画」と述べている。
AP通信のジェイク・コイルは批判的であり、「詰め込みすぎで特殊効果によってジョークの多くがかき消されている」と評し、さらにクローズ、ライリー、デル・トロが活かされていないと感じた。『ニューヨーク・ポスト』のカイル・スミスも否定的であり、『ハワード・ザ・ダック/暗黒魔王の陰謀』と『グリーン・ランタン』と比較し、会話、ヴィラン、サウンドトラック、サスペンスの欠如、ロケットとドラックスのキャラクターを批判した。
米Facebookが発表した、2014年にFacebook上で話題になった映画、第2位を獲得した。

### 受賞とノミネート
| 年   | 賞                                                 | 部門                              | 対象             | 結果       | 出典    |
| ---- | -------------------------------------------------- | --------------------------------- | ---------------- | ---------- | ------- |
| 2014 | シネマコン賞                                       | ブレイクスルー俳優賞              | クリス・プラット | 受賞       | [ 216 ] |
| 2014 | ヤング・ハリウッド賞                               | スーパーヒーロー賞                | クリス・プラット | ノミネート | [ 217 ] |
| 2014 | ハリウッド・フィルム・アワード                     | ブロックバスター賞                |                  | 受賞       | [ 218 ] |
| 2015 | メイクアップ・アーティスト＆ヘアスタイリスト組合賞 | コンテポラリー映画 メイクアップ賞 |                  | 受賞       | [ 219 ] |
| 2015 | メイクアップ・アーティスト＆ヘアスタイリスト組合賞 | 特殊メイクアップ賞                |                  | 受賞       | [ 219 ] |
| 2015 | 第41回サターン賞                                   | 最優秀コミック映画化作品賞        |                  | 受賞       | [ 220 ] |
| 2015 | 第41回サターン賞                                   | 主演男優賞                        | クリス・プラット | 受賞       | [ 220 ] |
| 2015 | 第41回サターン賞                                   | 監督賞                            | ジェームズ・ガン | 受賞       | [ 220 ] |
| 2015 | 第87回アカデミー賞                                 | 視覚効果賞                        |                  | ノミネート |         |
| 2015 | 第87回アカデミー賞                                 | メイクアップ・ヘアスタリング賞    |                  | ノミネート |         |

## 続編
2014年5月、ウォルト・ディズニー・カンパニーCEOのボブ・アイガーは『ガーディアンズ・オブ・ギャラクシー』のフランチャイズ化のポテンシャルについて、「我々は『ガーディアンズ・オブ・ギャラクシー』の新しいキャラクターの偉大なキャストと共に素晴らしいマーベルのストーリーテリングを紹介するのを楽しみにしており、我々は先週試写をして強いフランチャイズの可能性を秘めていると信じている」と述べた。彼はさらに「私は我々の手の上にもうひとつの『アベンジャーズ』が得られると予想するつもりはないが、それは確かにゴールである」と付け加えた。同月末、ガンは続編映画が作られる場合は続投する意思があり、またその場合契約で義務があることを明かした。
2014年7月、共同脚本のニコール・パールマンは続編の脚本・監督をガンが務めることを明かした。2014年のサンディエゴ・コミコンにて2017年7月28日公開に向けて続編の計画が進行中であることが発表された。また同月、ガンは「僕は（続編で）行ってみたい場所がたくさんある。僕はたくさんのストーリーのアイデアや登場させたいキャラクターがあり、文書にまとめている」と述べた。ガンはまたクイルの父親、ヨンドゥ、ドラックス、ネビュラの詳細を探り、さらにザンダー人、クリー人、Krylorian、ラヴェジャーズの文化を広げることを望んでいることを付け加えた。ガンはまたアベンジャーズとのクロスオーバーの可能性を模索し、「我々は（クロスオーバーの）あらゆる可能性について話し合い、私は基本計画がなんなのかについて少し理解している。それはいつでも変わることができた。それはアベンジャーズの数人とガーディアンズの数人、またはアベンジャーズ全員とガーディアンズ全員を含む出来ることと出来ないことがあった。しかし我々は同じ宇宙に住んでおり、彼らは同じまたは別の場所で遭遇する可能性がある非常に大きな個人だ」と述べた。8月、ガンは続編には「コミックから少なくとももう1人のガーディアン」が登場すべきであると述べ、彼は作業に取り組み始めたことを明かした。同月末、ガンはクイルの父親がコミックのようにスパルタクスのジェイソンにはならないと述べた。

## 他のMCU作品とのタイ・イン
- フェイズ3の『キャプテン・マーベル』は今作より過去の話である。その為、ロナン及びコラスが再び登場している。